# سام وايز
سام وايز (بالإنجليزية: Sam Wise)‏ هو لاعب كرة قاعدة أمريكي، ولد في 18 أغسطس 1857 في آكرون في الولايات المتحدة، وتوفي بنفس المكان في 22 يناير 1910.

## وصلات خارجية
- سام وايز على موقعبيزبول رفرنس.كوم (الدوري الرئيسي) (الإنجليزية)
- سام وايز على موقعبيزبول رفرنس.كوم (الدوري الثانوي) (الإنجليزية)